# Дель Валье, Стефани
Стефани Дель Валье Диас (исп. Stephanie Del Valle Diaz; род. 30 декабря 1996, Сан-Хуан) — пуэрто-риканская модель и певица. Победительница конкурса «Мисс мира 2016». Предыдущая соотечественница Вильнелия Мерсед Крус впервые получила этот титул для своей страны более чем сорок лет назад на «Мисс Мира 1975 года».

## Карьера
Стефани дель Валье является студенткой университета Пейс в Нью-Йорке, где изучает коммуникации и правоведение. К участию в конкурсах красоты сотрудничала с пуэрто-риканским дизайнером Карлосом Альберто. Дель Валье владеет тремя языками: английским, испанским и французским.
Сначала она одержала победу в конкурсе «Мисс Пуэрто-Рико», выступая от муниципалитета Тоа-Баха. После этого она представляла Пуэрто-Рико на конкурсе «Мисс Мира», который прошёл 18 декабря 2016 года в городе Вашингтон, и одержала на нём победу.

## Личная жизнь
C 2022 года Дель Валле состоит в отношениях с актером и телеведущим Барни Уолшем, c которым познакомилась на Мисс Мира 2017 сыном Брэдли Уолша.